# Prelatura territorial de Isabela
La prelatura territorial de Isabela (en latín: Praelatura Territorialis Isabellopolitana, en inglés: Roman Catholic Territorial Prelature of Isabela y en tagalo: Prelatura Teritoryal ng Isabela) es una circunscripción eclesiástica de la Iglesia católica en Filipinas. Se trata de una prelatura territorial latina, sufragánea de la arquidiócesis de Zamboanga. Desde el 25 de marzo de 2019 su prelado es Leo Magdugo Dalmao, de los Misioneros Hijos del Inmaculado Corazón de María.

## Territorio y organización

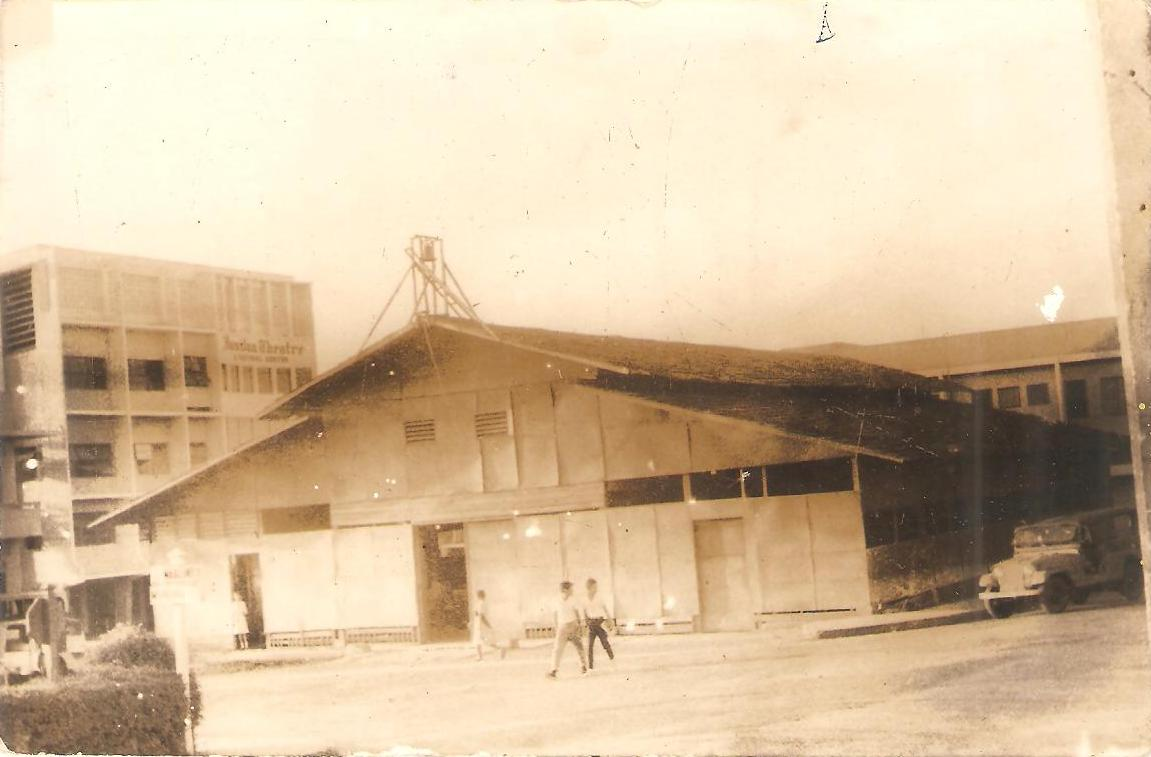
Antigua catedral de Santa Isabel

La prelatura territorial tiene 1359 km² y extiende su jurisdicción sobre los fieles católicos de rito latino residentes en la provincia de Basilan y la ciudad de Isabela, de la región autónoma de la Nación Mora en el Mindanao Musulmán.
La sede de la prelatura territorial se encuentra en la ciudad de Isabela, en donde se halla la Catedral de Santa Isabel de Portugal.
En 2021 en la prelatura territorial existían 10 parroquias.

## Historia
La prelatura territorial fue erigida el 12 de octubre de 1963 con la bula Providens Dei del papa Pablo VI, separando territorio de la arquidiócesis de Zamboanga.

## Estadísticas
Según el Anuario Pontificio 2022 la prelatura territorial tenía a fines de 2021 un total de 128 650 fieles bautizados.
| Año                                                                             | Población            | Población | Población      | Sacerdotes | Sacerdotes    | Sacerdotes    | Bautizados por sacerdote | Diáconos permanentes | Religiosos | Religiosos | Parroquias |
| Año                                                                             | Bautizados católicos | Total     | % de católicos | Total      | Clero secular | Clero regular | Bautizados por sacerdote | Diáconos permanentes | Varones    | Mujeres    | Parroquias |
| ------------------------------------------------------------------------------- | -------------------- | --------- | -------------- | ---------- | ------------- | ------------- | ------------------------ | -------------------- | ---------- | ---------- | ---------- |
| 1970                                                                            | 42 000               | 160 000   | 26.3           | 13         |               | 13            | 3230                     |                      | 13         |            | 5          |
| 1980                                                                            | 51 000               | 226 000   | 22.6           | 10         | 4             | 6             | 5100                     | 3                    | 7          | 11         | 7          |
| 1990                                                                            | 83 400               | 270 000   | 30.9           | 14         | 7             | 7             | 5957                     |                      | 8          | 27         | 9          |
| 1999                                                                            | 78 452               | 297 695   | 26.4           | 15         | 9             | 6             | 5230                     |                      | 11         | 39         | 8          |
| 2000                                                                            | 80 430               | 301 195   | 26.7           | 15         | 9             | 6             | 5362                     |                      | 8          | 36         | 8          |
| 2001                                                                            | 82 258               | 303 023   | 27.1           | 15         | 10            | 5             | 5483                     |                      | 10         | 35         | 8          |
| 2002                                                                            | 90 329               | 332 828   | 27.1           | 14         | 10            | 4             | 6452                     |                      | 8          | 26         | 8          |
| 2003                                                                            | 90 329               | 332 828   | 27.1           | 12         | 10            | 2             | 7527                     |                      | 4          | 27         | 8          |
| 2004                                                                            | 90 329               | 332 828   | 27.1           | 14         | 10            | 4             | 6452                     |                      | 6          | 31         | 8          |
| 2013                                                                            | 131 000              | 383 000   | 34.2           | 20         | 14            | 6             | 6550                     |                      | 6          | 25         | 10         |
| 2016                                                                            | 126 122              | 418 856   | 30.1           | 25         | 11            | 14            | 5044                     |                      | 17         | 22         | 10         |
| 2019                                                                            | 125 269              | 432 840   | 28.9           | 10         | 10            |               | 12 526                   |                      |            | 19         | 10         |
| 2021                                                                            | 128 650              | 444 820   | 28.9           | 13         | 13            |               | 9896                     | 1                    | 4          | 20         | 10         |
| Fuente: Catholic-Hierarchy, que a su vez toma los datos del Anuario Pontificio. |                      |           |                |            |               |               |                          |                      |            |            |            |

## Episcopologio
- José María Querejeta Mendizábal, C.M.F. † (24 de octubre de 1963-28 de enero de 1989 renunció)
- Romulo Tolentino de la Cruz † (28 de enero de 1989 por sucesión-8 de enero de 2001 nombrado obispo coadjutor de San José de Antique)
- Martin Sarmiento Jumoad (21 de noviembre de 2001-4 de octubre de 2016 nombrado arzobispo de Ozámiz)
  - Sede vacante (2016-2019)
- Leo Magdugo Dalmao, C.M.F., desde el 25 de marzo de 2019